# Cristian Hăisan
Cristian Hăisan (n. 3 martie 1981, Iași) este un jucător român de fotbal care a evoluat pe postul de portar. A cunoscut consacrarea la FC Vaslui. Și-a făcut debutul în Liga I în anul 1999.

## Titluri
| Sezon | Club      | Titlu               |
| ----- | --------- | ------------------- |
| 2008  | FC Vaslui | Cupa UEFA Intertoto |

## Legături externe
- Cristian Hăisan la romaniansoccer.ro
- Cristian Hăisan la transfermarkt.ro